# Mike Smith (hokeista)
Michael „Mike” Smith (ur. 22 marca 1982 w Kingston, Ontario) – kanadyjski hokeista, reprezentant Kanady, olimpijczyk.
Jego żoną 3 października 2010 została była kanadyjska narciarka alpejska, Brigitte Acton.

## Kariera
- Kingston Voyageurs (1998–1999)
- Kingston Frontenacs (1999–2000)
- Sudbury Wolves (2000–2002)
- Utah Grizzlies (2002)
- Lexington Men O'War (2002–2003)
- Utah Grizzlies (2003–2004)
- Houston Aeros (2004–2005)
- Iowa Stars (2005–2006)
- Dallas Stars (2006–2008)
- Tampa Bay Lightning (2008–2011)
  -  Norfolk Admirals (2011)
- Phoenix Coyotes (2011-2017)
- Calgary Flames (2017-2019)
- Edmonton Oilers (2019-)

Wychowanek Kingston MHA. Występował w kanadyjskiej lidze juniorskiej OHL w ramach CHL. W tym czasie w drafcie NHL z 2001 został wybrany przez Dallas Stars. Następnie grał w amerykańskich ligach ECHL i AHL. Od 2006 gra w lidze NHL, wpierw dwa sezony w Dallas, potem ponad trzy lata w Tampie. Od lipca 2011 zawodnik Phoenix Coyotes. W lipcu 2013 przedłużył kontrakt z klubem o sześć lat. W październiku 2013 jako jedenasty bramkarz w historii NHL zdobył gola w tych rozgrywkach. W czerwcu 2017 przetransferowany do Calgary Flames. Od lipca 2019 zawodnik Edmonton Oilers.
Uczestniczył w turnieju mistrzostw świata edycji 2013, 2015 oraz zimowych igrzysk olimpijskich 2014.

## Sukcesy

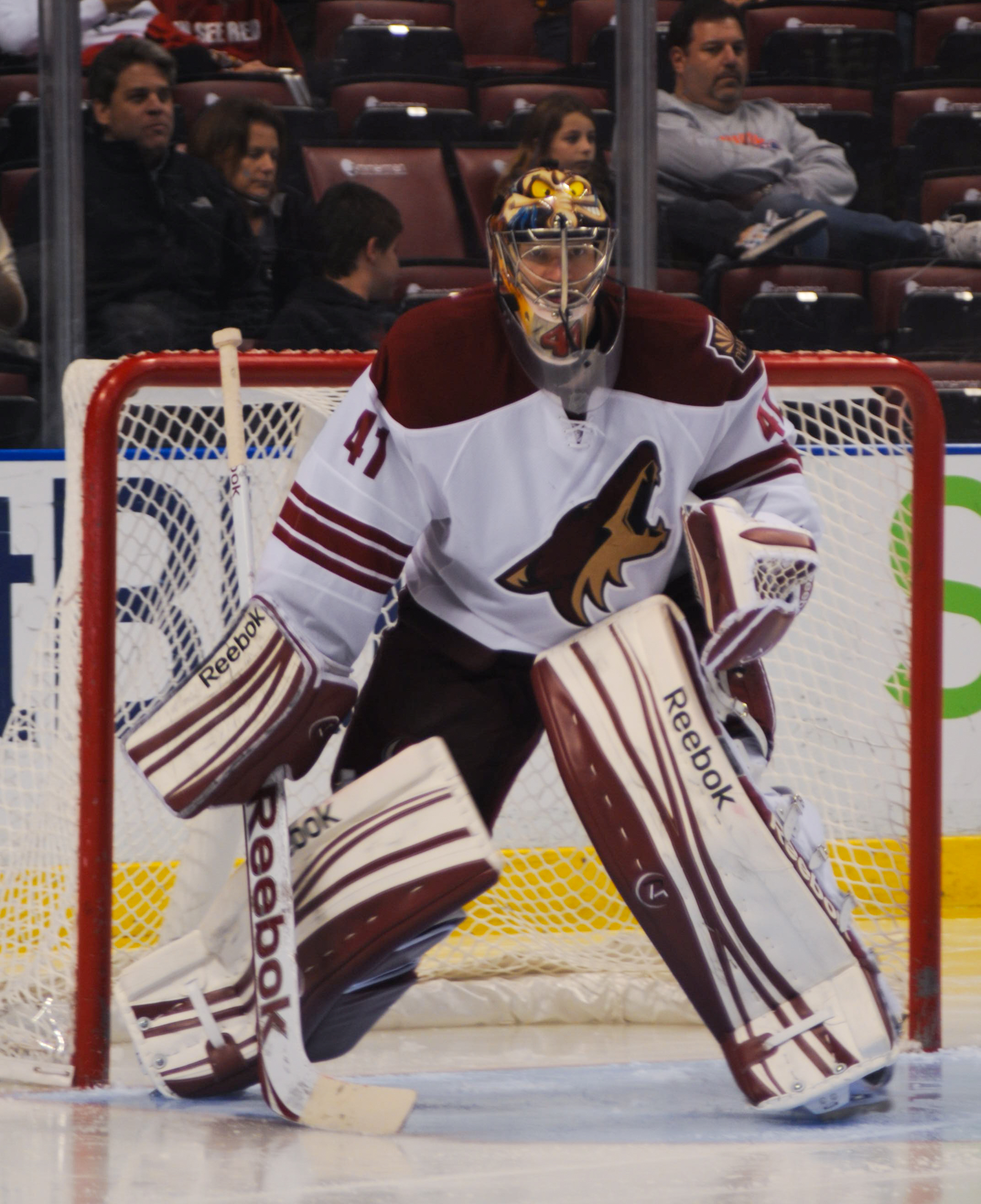
Mike Smith w barwach Phoenix Coyotes (2011)

Reprezentacyjne
- Złoty medal zimowych igrzysk olimpijskich: 2014
- Złoty medal mistrzostw świata: 2015

Klubowe
- Emms Trophy: 2001 z Sudbury Wolves
- Mistrzostwo dywizji NHL: 2012 z Phoenix Coyotes

Indywidualne
- AHL 2003/2004:
  - Najlepszy zawodnik tygodnia - 7 grudnia 2003
- AHL 2005/2006:
  - Najlepszy bramkarz miesiąca - kwiecień 2006
- NHL (2006/2007):
  - NHL All-Rookie Team
- NHL (2011/2012):
  - Najlepszy zawodnik miesiąca - luty 2012
  - Czwarte miejsce w klasyfikacji skuteczności interwencji w sezonie zasadniczym: 93,0%
  - Czwarte miejsce w klasyfikacji liczby meczów bez straty gola w sezonie zasadniczym: 8
  - Czwarte miejsce w klasyfikacji liczby meczów wygranych przez drużynę w sezonie zasadniczym: 8
- NHL (2012/2013):
  - Piąte miejsce w klasyfikacji liczby meczów bez straty gola w sezonie zasadniczym: 5
- Mistrzostwa Świata w Hokeju na Lodzie 2013/Elita:
  - Trzecie miejsce w klasyfikacji skuteczności interwencji: 94,44%
  - Piąte miejsce w klasyfikacji średniej goli straconych na mecz: 1,65
  - Trzecie miejsce w klasyfikacji liczby goli straconych w turnieju: 7
- Mistrzostwa Świata w Hokeju na Lodzie 2015/Elita:
  - Trzecie miejsce w klasyfikacji skuteczności interwencji: 93,02%[8]
  - Drugie miejsce w klasyfikacji średniej goli straconych na mecz: 1,50
  - Trzecie miejsce w klasyfikacji liczby meczów bez straty gola w turnieju: 2
  - Jeden z trzech najlepszych zawodników reprezentacji na turnieju[9]
- Występ w Meczu Gwiazd NHL w sezonie 2016-2017
- Występ w Meczu Gwiazd NHL w sezonie 2017-2018